# Инамори, Кадзуо
Кадзуо Инамори (яп. 稲盛 和夫 Инамори Кадзуо, 30 января 1932, Кагосима, Япония — 24 августа 2022, Киото, Япония)— японский филантроп, предприниматель и основатель корпораций Kyocera и KDDI.

## Биография
Кадзуо Инамори родился в 1932 году в Кагосиме. Окончил университет Кагосимы в 1955 году и получил почётные докторские степени нескольких университетов США, Великобритании и Японии. В 1959 году основал корпорацию Kyocera, которая стала известной международной компанией, предоставляющей широкий ряд продуктов от электронных компонентов до потребительских товаров, таких как сотовые телефоны и камеры. В 1984 году основал DDI Corporation (в настоящее время называется KDDI, вторая по величине телекоммуникационная компания в Японии). Он основал Фонд Инамори в 1984 году, используя собственные фонды. Также основал Премию Киото, международную награду, которую удостаиваются учёные и исследователи, сделавшие большой вклад в областях передовой технологии, фундаментальных наук, искусства и философии. Кадзуо Инамори является участником нескольких зарубежных гражданских и профессиональных организаций, включая Шведскую королевскую академию технических наук и Совет попечителей Института Карнеги Вашингтона. Являлся автором многих книг по бизнесу и успеху и председателем Japan Airlines.